# Rispar
Rispar (Limonium) är ett släkte av triftväxter. Rispar ingår i familjen triftväxter.

## Bildgalleri

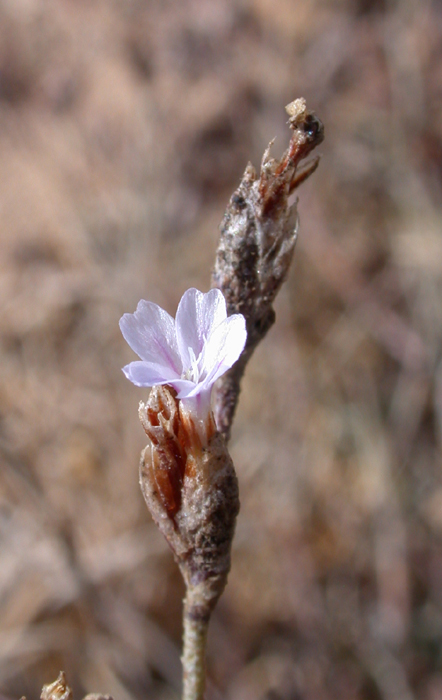
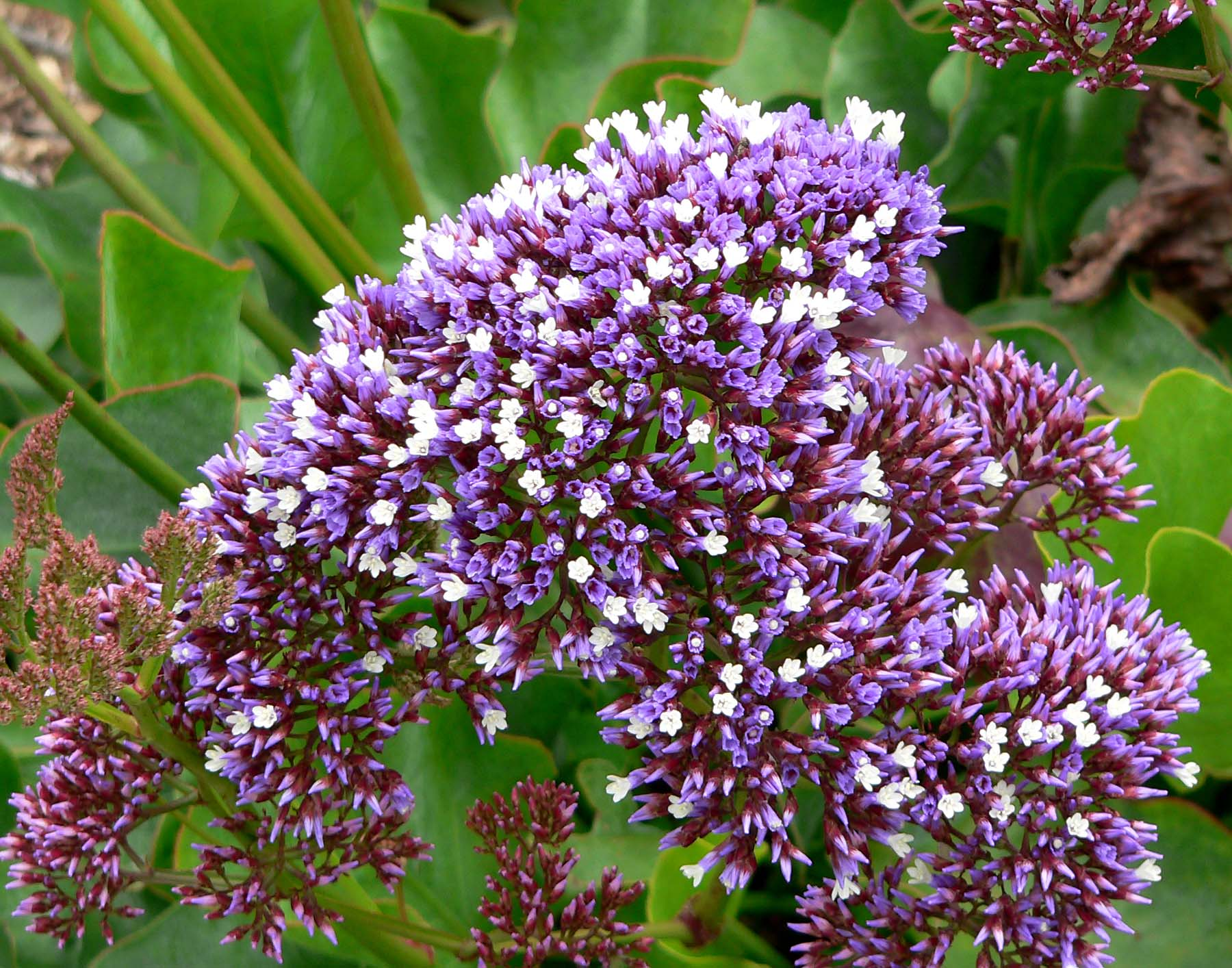
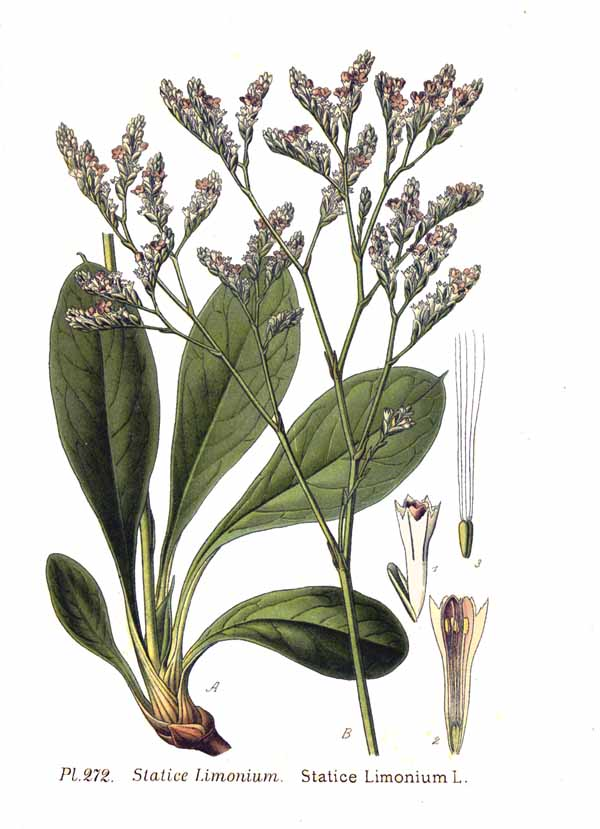
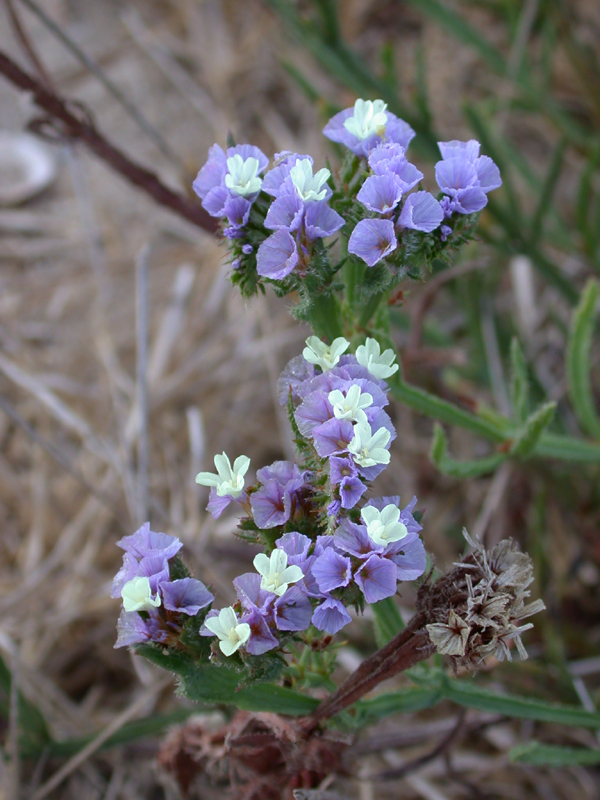
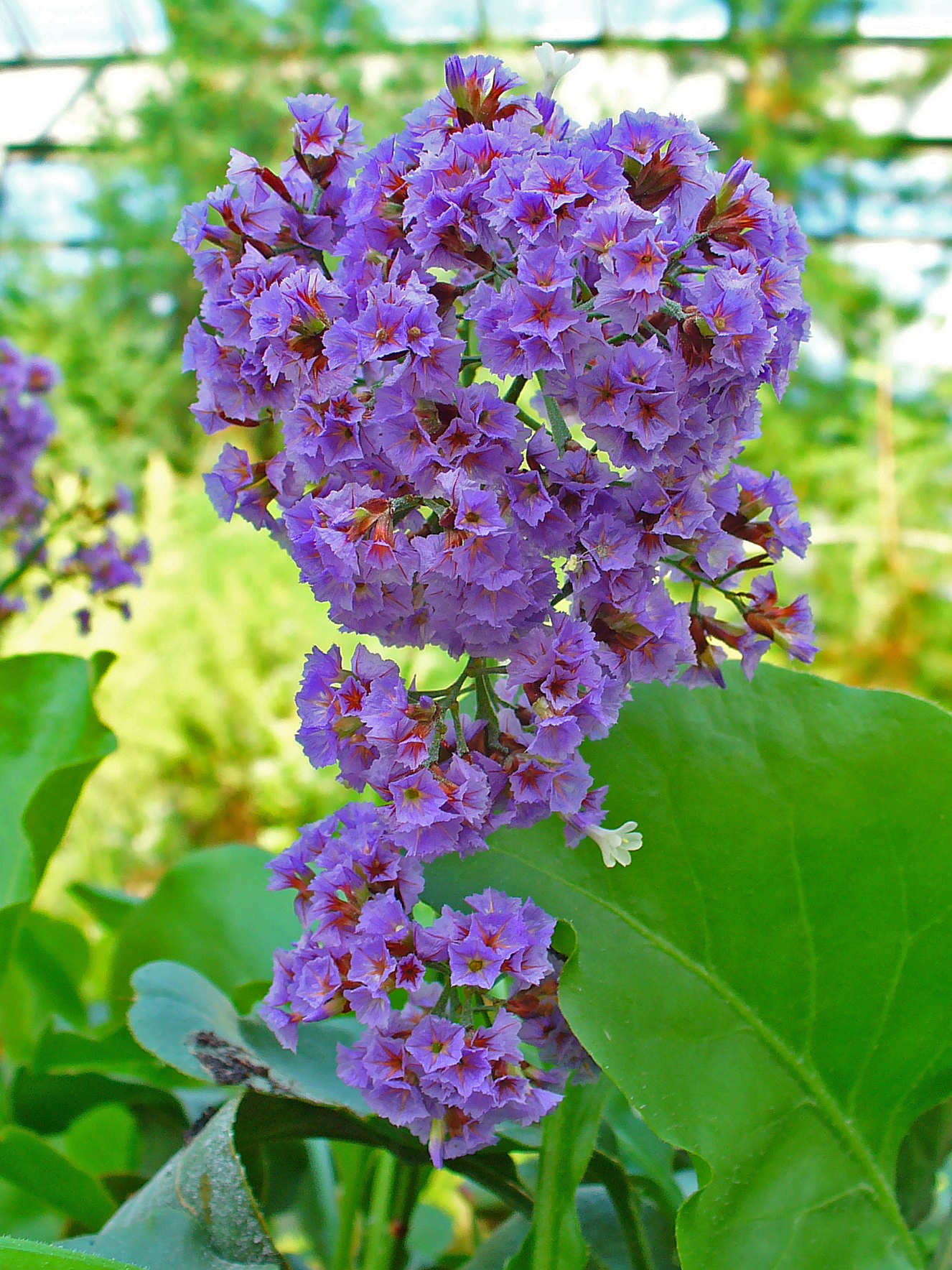
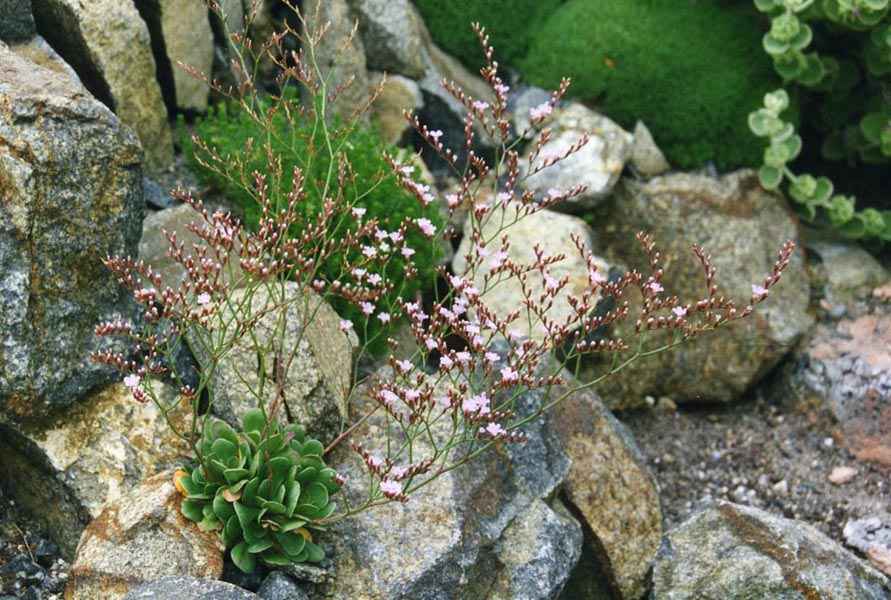

## Dottertaxa till Rispar, i alfabetisk ordning[1]
- Limonium abnorme
- Limonium acutifolium
- Limonium albidum
- Limonium album
- Limonium alicunense
- Limonium alutaceum
- Limonium ambiguum
- Limonium anfractum
- Limonium angustatum
- Limonium aragonense
- Limonium articulatum
- Limonium artruchium
- Limonium asterotrichum
- Limonium auriculae-ursifolium
- Limonium australe
- Limonium axillare
- Limonium barceloi
- Limonium beaumierianum
- Limonium bellidifolium
- Limonium biflorum
- Limonium binervosum
- Limonium bocconei
- Limonium boirae
- Limonium bolosii
- Limonium bonducellii
- Limonium bonduellei
- Limonium bourgaei
- Limonium bourgeaui
- Limonium brassicifolium
- Limonium braunii
- Limonium brunneri
- Limonium bulgaricum
- Limonium bungei
- Limonium caesium
- Limonium calaminare
- Limonium calcarae
- Limonium californicum
- Limonium cancellatum
- Limonium capdeperae
- Limonium caprariae
- Limonium caprariense
- Limonium carolinianum
- Limonium carpathum
- Limonium catalaunicum
- Limonium catanense
- Limonium chazaliei
- Limonium christii
- Limonium chrysocomum
- Limonium chrysopotamicum
- Limonium cofrentanum
- Limonium coincyi
- Limonium collinum
- Limonium confusum
- Limonium cordatum
- Limonium coriacifolium
- Limonium corinthiacum
- Limonium costae
- Limonium cosyrense
- Limonium cuspidatum
- Limonium cymuliferum
- Limonium dalmaticum
- Limonium delicatulum
- Limonium dendroides
- Limonium densiflorum
- Limonium densissimum
- Limonium dianiae
- Limonium dichotomum
- Limonium dichroanthum
- Limonium diffusum
- Limonium dolcheri
- Limonium drepanostachyum
- Limonium dubium
- Limonium dubyi
- Limonium dufourii
- Limonium duriusculum
- Limonium ebusitanum
- Limonium echioides
- Limonium effusum
- Limonium elatum
- Limonium emarginatum
- Limonium erectiflorum
- Limonium etruscum
- Limonium eugeniae
- Limonium eximium
- Limonium fallax
- Limonium faustii
- Limonium ferganense
- Limonium ferulaceum
- Limonium flexuosum
- Limonium fontqueri
- Limonium formenterae
- Limonium frederici
- Limonium fruticans
- Limonium furfuraceum
- Limonium garciae
- Limonium gibertii
- Limonium girardianum
- Limonium glaucophyllum
- Limonium globulariifolium
- Limonium gmelinii
- Limonium gougemolsii
- Limonium gougetianum
- Limonium graecum
- Limonium grosii
- Limonium gueneri
- Limonium gummiferum
- Limonium gussonei
- Limonium gymnesicum
- Limonium hermaeum
- Limonium hibericum
- Limonium hirsuticalyx
- Limonium hoeltzeri
- Limonium humile
- Limonium hyssopifolium
- Limonium iconium
- Limonium imbricatum
- Limonium inarimense
- Limonium incanum
- Limonium insigne
- Limonium japygicum
- Limonium johannis
- Limonium jovibarba
- Limonium kaschgaricum
- Limonium kaufmannianum
- Limonium kossmatii
- Limonium laetum
- Limonium latifolium
- Limonium lausianum
- Limonium leptophyllum
- Limonium letourneuxii
- Limonium limonium
- Limonium lingua
- Limonium lobatum
- Limonium lucentinum
- Limonium lychnidifolium
- Limonium macrophyllum
- Limonium majoricum
- Limonium mansanetianum
- Limonium maurocordatae
- Limonium melancholicum
- Limonium melium
- Limonium membranaceum
- Limonium meyeri
- Limonium milleri
- Limonium minoricense
- Limonium minutiflorum
- Limonium minutum
- Limonium monopetalum
- Limonium montis-christi
- Limonium multiforme
- Limonium multirameum
- Limonium myrianthum
- Limonium narbonense
- Limonium narynense
- Limonium neumanii
- Limonium occidentale
- Limonium ocymifolium
- Limonium oleifolium
- Limonium otolepis
- Limonium ovalifolium
- Limonium palmare
- Limonium panormitanum
- Limonium paradoxum
- Limonium parvibracteatum
- Limonium parvifolium
- Limonium patagonicum
- Limonium pectinatum
- Limonium perezii
- Limonium perfoliatum
- Limonium perplexum
- Limonium pignattii
- Limonium platyphyllum
- Limonium pontium
- Limonium ponzoi
- Limonium popovii
- Limonium preauxii
- Limonium profusum
- Limonium pruinosum
- Limonium pseudoconfusum
- Limonium pseudodictyocladum
- Limonium pseudodivaricatum
- Limonium pseudosmithii
- Limonium psilocladon
- Limonium puberulum
- Limonium purpuratum
- Limonium ramosissimum
- Limonium recurvum
- Limonium redivivum
- Limonium remotispiculum
- Limonium roborowskii
- Limonium roridum
- Limonium rumicifolium
- Limonium salmonis
- Limonium salsuginosum
- Limonium santapolense
- Limonium sarcophyllum
- Limonium sareptanum
- Limonium saxicola
- Limonium sennenii
- Limonium serotinum
- Limonium sibthorpianum
- Limonium sieberi
- Limonium sinuatum
- Limonium smithii
- Limonium spathulatum
- Limonium speciosum
- Limonium spectabile
- Limonium spicatum
- Limonium strictissimum
- Limonium subrotundifolium
- Limonium sucronicum
- Limonium suffruticosum
- Limonium superbum
- Limonium supinum
- Limonium suwarowii
- Limonium sventenii
- Limonium tamarindanum
- Limonium tataricum
- Limonium tenoreanum
- Limonium tenuiculum
- Limonium thouinii
- Limonium tianschanicum
- Limonium tibulatium
- Limonium tomentellum
- Limonium tournefortii
- Limonium transwallianum
- Limonium transwallisnum
- Limonium tremolsii
- Limonium tuberculatum
- Limonium tubiflorum
- Limonium tunetanum
- Limonium valentinum
- Limonium vestitum
- Limonium viciosoi
- Limonium viretianum
- Limonium virgatoformis
- Limonium virgatum
- Limonium virgitanum
- Limonium virgolsii
- Limonium virgutiflorum
- Limonium vulgare

## Betydelse i blomsterspråket
På blomsterspråket används rispen som symbol för tacksamhet (på engelska gratefulness).
En risp presenterades 2017 som symbol för att markera tacksamhet på Facebook. Även om den var lila, uppfattade somliga i Sverige den som en blåsippa.